# Ciudad Guayana
Ciudad Guayana es una ciudad venezolana ubicada en la Región Guayana en el Estado Bolívar en Venezuela. Ciudad Guayana cuenta con una población de 958 705 habitantes, según censo en 2023, es la séptima ciudad más poblada de Venezuela, después de las ciudades de Caracas, Maracaibo, Valencia, Barquisimeto y Maracay y es la ciudad más poblada de la Región Guayana y principal centro industrial, económico y financiero de la región. 
Es una ciudad planificada a partir de un concepto desarrollado por un equipo de profesionales creado por Rafael Alfonzo Ravard en colaboración técnica con el Instituto Tecnológico de Massachusetts y la Universidad de Harvard, siendo luego ejecutado y concluido por la Corporación Venezolana de Guayana, Ciudad Guayana se construyó a lo largo del norte del Río Caroní, donde se asentaron las primeras residencias y en aquel entonces la compañía Orinoco Mining Company, luego se fueron sucediendo las ampliaciones con las zonas de Alta Vista, Unare, Matanzas, Cambalache y San Félix, la cual se estableció al lado este del Río Caroní.
Ciudad Guayana es conformada por las localidades de San Félix y Puerto Ordaz, la ciudad ubicada en la desembocadura del Río Caroní, es puerto fluvial de enlace con la Región Oriental venezolana tiene espacios residenciales, comerciales, industriales y turísticos de gran actividad, uniendo la zona de San Félix y Guayana con los demás sectores por tres puentes que cruzan el Río Caroní, muy cerca de su desembocadura en el río Orinoco. Ubicada como está en la confluencia de ambos ríos, aprovecha al máximo la belleza de los saltos y raudales del Caroní, integrándolos de modo único a su paisaje urbano.
Fue concebida como un escenario adecuado para el desarrollo del sur del país, pues responde a la magnitud e importancia de los recursos regionales disponibles: mineral de hierro, amplia disponibilidad de energía hidroeléctrica, potencial agrícola y forestal, oro, diamantes, bauxita y manganeso, combinado con su situación adyacente a una formidable vía de comunicación fluvial: el río Orinoco. Las centrales hidroeléctricas de Macagua y Guri aportan el total de la electricidad comercial generada en Guayana y el 72% del consumo nacional.
La ciudad cuenta con un PIB nominal de 70.750 millones USD y un PIB per cápita nominal de 8 737 USD, lo que representa un PIB PPA per cápita de 15 129 USD, lo que la coloca en el séptimo lugar en el país, por actividad económica.
Es la capital del municipio Caroní, regido por un alcalde y su ayuntamiento. El municipio está dividido en 11 parroquias, 8 urbanas: Unare, Universidad y Cachamay del lado norte y Dalla Costa, Simón Bolívar, Vista al Sol, Chirica y Once de abril en San Félix, además de 3 parroquias rurales: Yocoima, Pozo Verde y la recientemente adquirida, 5 de Julio, que limita con el municipio Casacoima, del Estado Delta Amacuro, al que pertenecía anteriormente.

## Historia
Las primeras exploraciones las organizó Diego de Ordaz en 1531, la expedición al mando de Juan González Sosa descubrió un mundo desconocido de selvas y llanuras en los márgenes del fabuloso río Orinoco. En 1535 otra expedición estuvo al mando del teniente Alfonso de Herrera. Fue después de los movimientos de conquista y colonización, cuando Antonio de Berrío, funda Santo Tomé de Guayana en la confluencia del río Caroní con el Orinoco el 9 de octubre de 1554, en el país de Carapana cerca de la aldea indígena de Cachamay, la ciudad fue fundada múltiples veces en diferentes lugares, debido a los continuos ataques de piratas y conquistadores que la destruían para entrar por el río Orinoco en la búsqueda de El Dorado.
En 1618, cuando estaba cerca de Guayana la vieja, una expedición inglesa enviada por Walter Raleigh la saqueó y destruyó totalmente. En 1764, fue trasladada a Angostura, hoy Ciudad Bolívar, debido a los continuos ataques de piratas ingleses y neerlandeses. La última fundación se llevó a cabo en su emplazamiento originario el 2 de julio de 1961 y fue nombrada Ciudad Guayana. Al oeste de la ciudad se encuentra la Zona Industrial Matanzas, el área urbana de Puerto Ordaz en el centro y San Félix al este.
Para el diseño y planificación de la ciudad la Corporación Venezolana de Guayana solicitó la participación del centro de estudios urbanos del Instituto Tecnológico de Massachusetts.
Dentro de la ciudad el parque Caroní que consta de los parques La Llovizna, Cachamay y Löefling, que son una muestra representativa de la majestuosidad y belleza del Río Caroní, otros parques de interés son el parque La Fundación y el paseo Malecón de San Félix. Para los interesados en las industrias Básicas de Venezuela algunas de estas tienen un horario de visita que se puede conocer a través de sus respectivas gerencias de Relaciones Públicas. En los alrededores, a menos de 100 kilómetros de distancia está Ciudad Bolívar, sitio histórico por excelencia del estado Bolívar, por el otro lado del río esta La Misión del Caroní (Ruinas del Caroní), los Castillos de Guayana y las plantaciones forestales.
El área de Puerto Ordaz fue construida y planificada por las Empresas Orinoco Mining Company y la Corporación Venezolana de Guayana a mediados del siglo XX.
El 13 de noviembre de 2006 se inauguró el puente Orinoquia, el segundo más grande del país, el cual facilita las comunicaciones de Ciudad Guayana con la ribera opuesta del río Orinoco en los estados Anzoátegui y Monagas.

## Símbolos

### Escudo
El Escudo se encuentra rodeado por una bordura azul con ocho estrellas; dividido por dos cuarteles principales: El de la izquierda superior contiene un barco de velas desplegadas, que representa uno de los que hacia el comercio de indias en el siglo XVIII, en la parte inferior tres piñas de nuestro continente que representa, fruto descubierto y convertido en símbolo de la América tropical, por imagen de los europeos.
En el segundo cuartel se representan el presente y porvenir. El triángulo con forma de desgarrón color rojo significa la lucha, el esfuerzo humano por convertir la riqueza minera y utilizar la energía del país y ponerla a producir. El escudo coronado sobre las líneas onduladas representan dos ríos, el Orinoco y el Caroní, la piedra redonda de molino, simboliza el nombre del Padre de la Patria, el estado y la primera máquina humana ampliamente productiva. En la parte inferior está una cinta color amarillo donde identifica las fechas más importantes de la vida de Santo Tomé de Guayana.

## Geografía

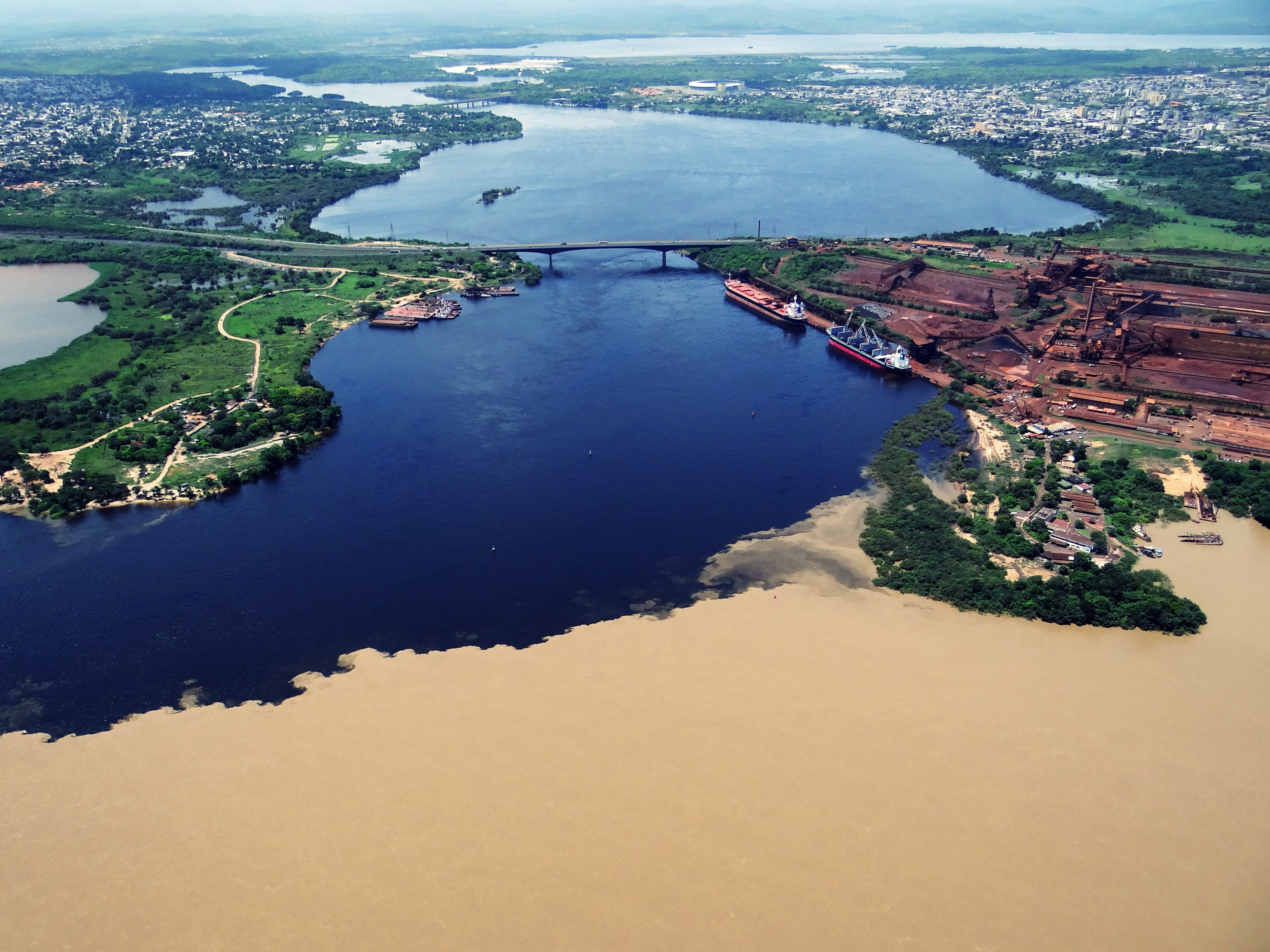
Unión de los ríos Caroní y Orinoco.

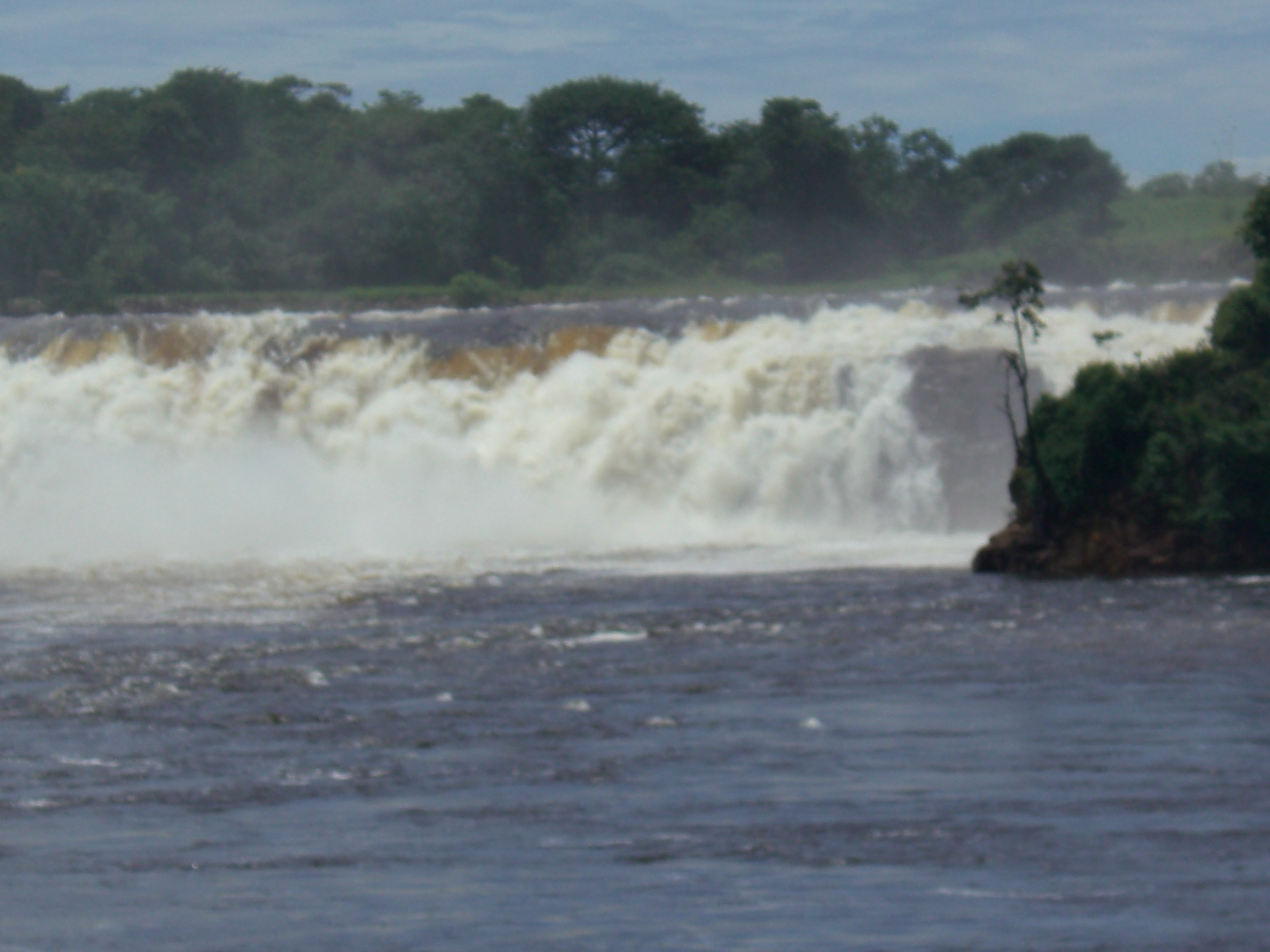
Salto La Llovizna, icono representativo de ciudad Guayana.

La ciudad está situada a 13 msnm de altitud en la confluencia de los ríos Caroní y Orinoco. Se encuentra unida, por autopista, a Ciudad Bolívar y Upata y por carreteras a la Región Administrativa de Guayana. Además es terminal del ferrocarril minero de los yacimientos del cerro Bolívar. El Puerto de Ciudad Guayana se ha reabierto por la reactivación del eje fluvial Apure-Orinoco.
Es un importante centro para la Industria Básica Nacional, el desembarque de minerales de bauxita de Los Pijiguaos, como las exportaciones de hierro, aluminio y acero son algunas de las actividades que aquí se realizan. Cuenta con varias plantas de concentración de mineral de hierro, una fundición de acero, una planta procesadora de bauxita y alúmina, dos industrias de aluminio, una planta de fabricación de ánodos de carbón, un complejo de productos fluorados, producción de cemento y varias industrias derivadas que se benefician del potencial hidroeléctrico del Río Caroní, con la Central Hidroeléctrica Simón Bolívar. En esta ciudad ocurre la unión de los dos ríos más importantes del país, El Caroní y el Orinoco, creando una zona denominada Caronoco en honor a esta confluencia. Desde uno de los puentes que unen a Puerto Ordaz con San Félix, se puede divisar esta unión de la cual el ilustre Arturo Uslar Pietri plasmó la siguiente frase:

...es un río de acero negro pulido y entra como una daga limpia en el costado fangoso del monstruo de tierra del Orinoco marrón.

### Clima
| Parámetros climáticos promedio de Ciudad Guayana                                                                                          | Parámetros climáticos promedio de Ciudad Guayana | Parámetros climáticos promedio de Ciudad Guayana | Parámetros climáticos promedio de Ciudad Guayana | Parámetros climáticos promedio de Ciudad Guayana | Parámetros climáticos promedio de Ciudad Guayana | Parámetros climáticos promedio de Ciudad Guayana | Parámetros climáticos promedio de Ciudad Guayana | Parámetros climáticos promedio de Ciudad Guayana | Parámetros climáticos promedio de Ciudad Guayana | Parámetros climáticos promedio de Ciudad Guayana | Parámetros climáticos promedio de Ciudad Guayana | Parámetros climáticos promedio de Ciudad Guayana | Parámetros climáticos promedio de Ciudad Guayana |
| Mes | Ene.                                             | Feb.                                             | Mar.                                             | Abr.                                             | May.                                             | Jun.                                             | Jul.                                             | Ago.                                             | Sep.                                             | Oct.                                             | Nov.                                             | Dic.                                             | Anual                                            |
| --- | ------------------------------------------------ | ------------------------------------------------ | ------------------------------------------------ | ------------------------------------------------ | ------------------------------------------------ | ------------------------------------------------ | ------------------------------------------------ | ------------------------------------------------ | ------------------------------------------------ | ------------------------------------------------ | ------------------------------------------------ | ------------------------------------------------ | ------------------------------------------------ |
| Temp. máx. abs. (°C) | 34                                               | 36                                               | 37                                               | 36                                               | 37                                               | 34                                               | 35                                               | 33                                               | 36                                               | 35                                               | 36                                               | 36                                               | 37                                               |
| Temp. máx. media (°C) | 32                                               | 32                                               | 34                                               | 34                                               | 33                                               | 31                                               | 31                                               | 31                                               | 31                                               | 33                                               | 33                                               | 33                                               | 32.3                                             |
| Temp. media (°C) | 25                                               | 25                                               | 27                                               | 28                                               | 28                                               | 26                                               | 29                                               | 27                                               | 28                                               | 28                                               | 26                                               | 26                                               | 26.9                                             |
| Temp. mín. media (°C) | 22                                               | 20                                               | 21                                               | 22                                               | 24                                               | 22                                               | 23                                               | 21                                               | 22                                               | 21                                               | 21                                               | 20                                               | 21.6                                             |
| Temp. mín. abs. (°C) | 19                                               | 18                                               | 18                                               | 19                                               | 20                                               | 19                                               | 19                                               | 18                                               | 19                                               | 18                                               | 18                                               | 18                                               | 18                                               |
| Precipitación total (mm) | 82.2                                             | 48.3                                             | 56.6                                             | 68.7                                             | 123.5                                            | 230.5                                            | 200.4                                            | 255.4                                            | 120.8                                            | 69                                               | 73.9                                             | 89.8                                             | 1419.1                                           |
| Fuente: Estaciones Puerto Ordaz RA 1 / Puerto Ordaz; por INAMEH. Datos recogidos en un período de 27 años comprendidos entre 1954 y 1981. |                                                  |                                                  |                                                  |                                                  |                                                  |                                                  |                                                  |                                                  |                                                  |                                                  |                                                  |                                                  |                                                  |

### Parroquias

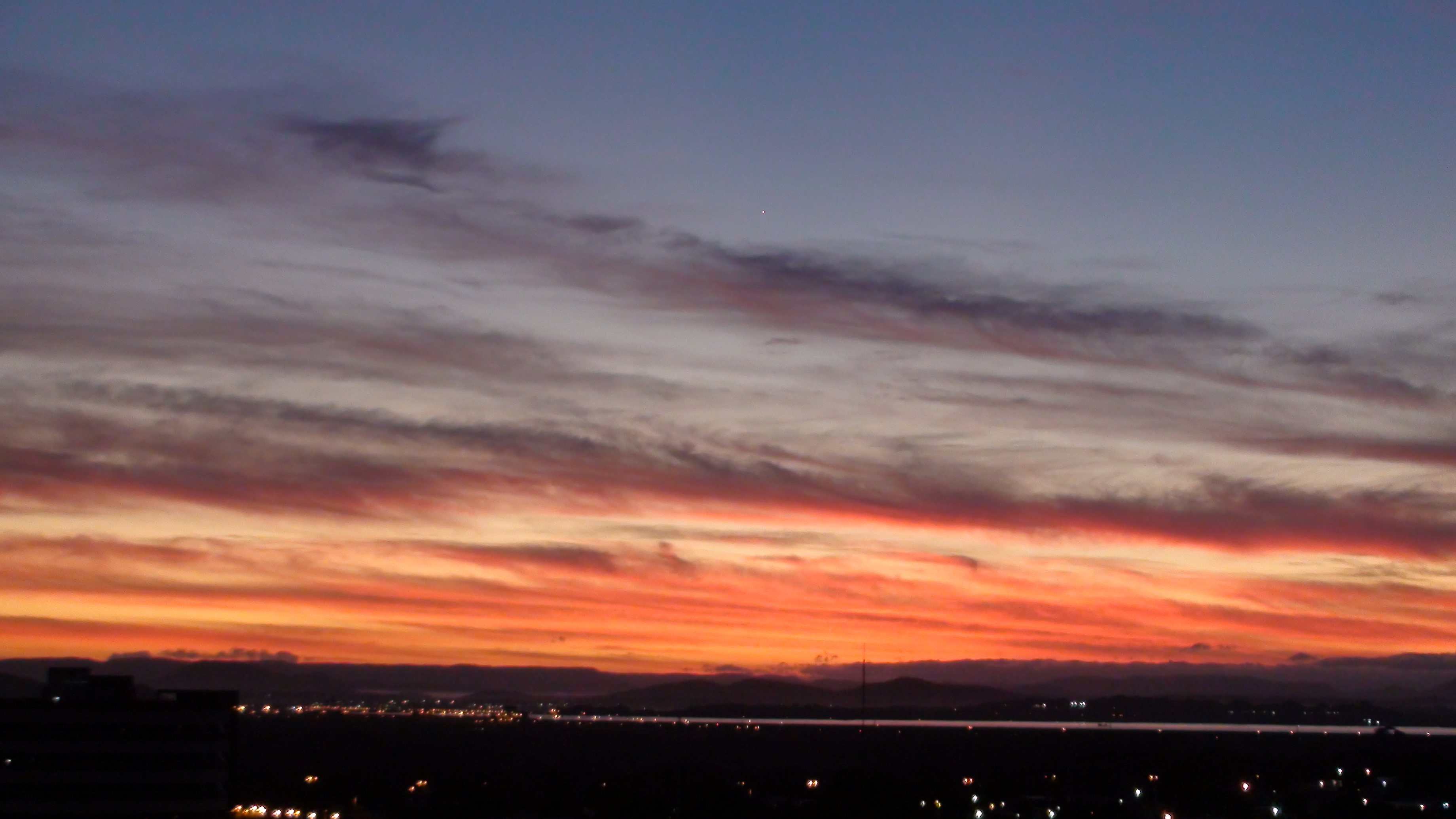
Atardecer en la ciudad.

El municipio Caroní está conformado por 11 parroquias: Cachamay, Chirica, Dalla Costa, Once de abril, Simón Bolívar, Unare, Universidad, Vista al Sol, Pozo Verde, Yocoima y la nueva parroquia 5 de Julio, que pertenecía al municipio Casacoima del estado Delta Amacuro. La pobreza en el municipio Caroní es de 17,29% y la pobreza extrema es 5,67%, contabilizando el 22,86 de la población. Los datos desagregados de pobreza por parroquia son:
| Parroquia        | % de pobreza' | '% de pobreza extrema |
| ---------------- | ------------- | --------------------- |
| 1. Cachamay      | 7,03          | 0,90                  |
| 2. Chirica       | 24,12         | 6,72                  |
| 3. Dalla Costa   | 14,28         | 2,32                  |
| 4. Once de abril | 22,35         | 7,33                  |
| 5. Simón Bolívar | 12,11         | 1,55                  |
| 6. Unare         | 14,47         | 4,89                  |
| 7. Universidad   | 4,12          | 0,59                  |
| 8. Vista al Sol  | 20,08         | 5,67                  |
| 9. Pozo Verde    | 41,32         | 31,08                 |
| 10. Yocoima      | 54,92         | 29,90                 |

### Características geomorfológicas

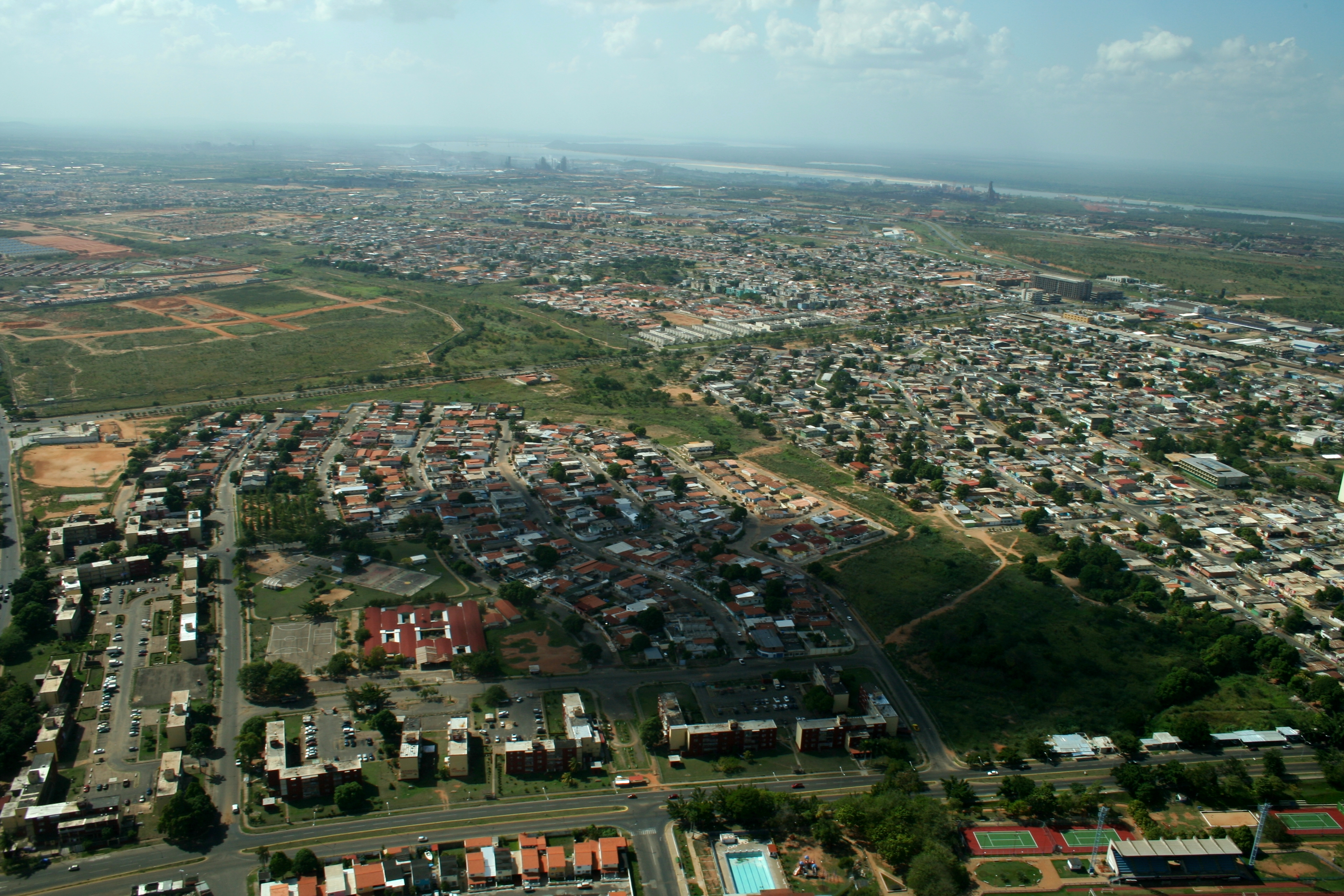
La ciudad se ubica mayoritariamente en planicies que no tienen muchos metros de elevación.

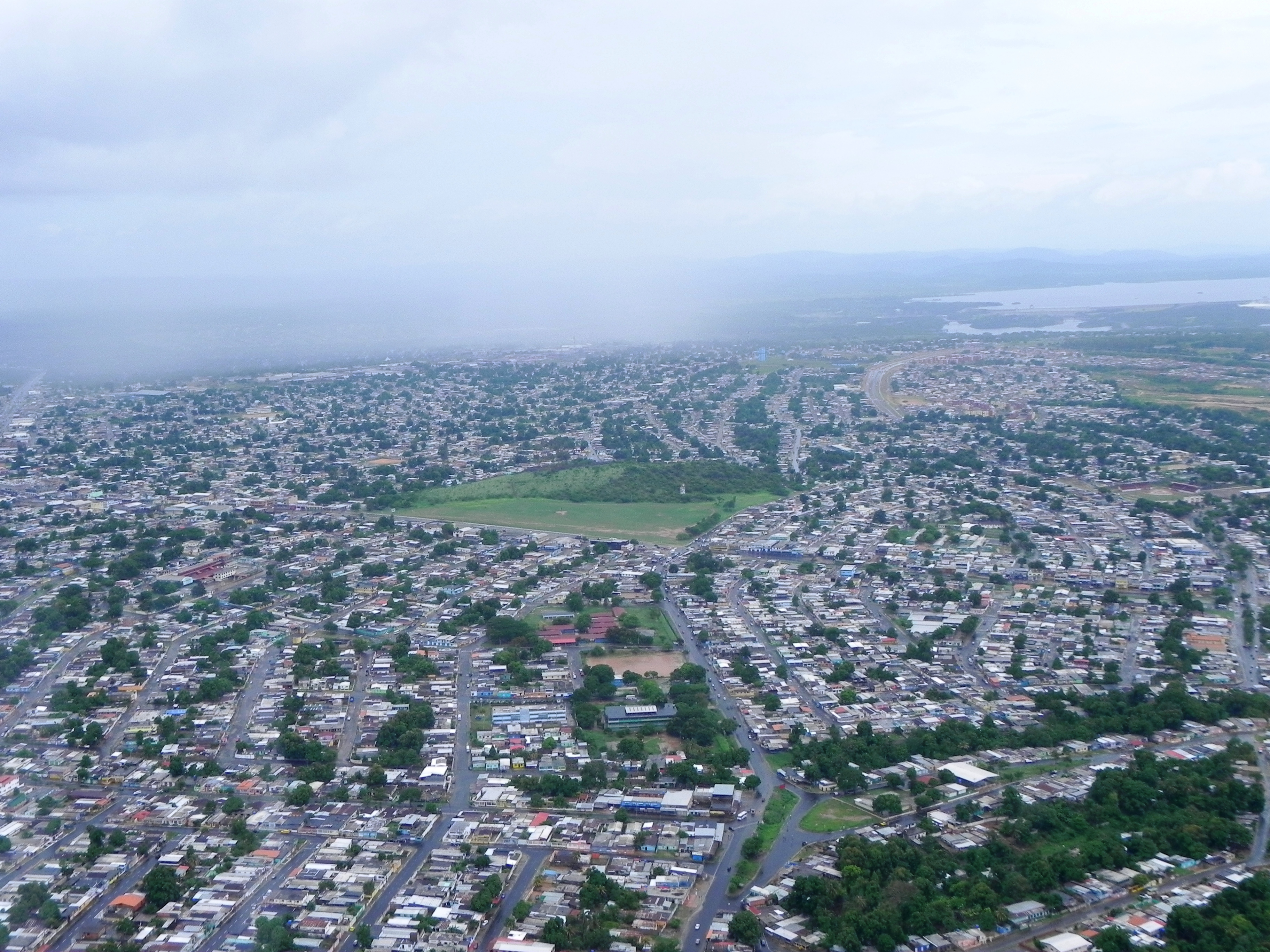
Vista panorámica de San Félix.

En Ciudad Guayana están presentes tres tipos de paisajes: Planicie, Peniplanicie y Lomerío. La Topografía de los paisajes de planicie es plana con pendientes entre 0-4%. Los paisajes de planicie presentan una topografía severamente ondulada con pendientes de 4-16% y los paisajes de Lomerío son de topografía ondulada a fuertemente ondulada y están constituidos por relieves de lomas cuyas pendientes son mayores de 8%.

### Geología
Depósitos sedimentarios recientes no consolidados de la Formación Mesa del Plio-pleistoceno (arenas, limos y arcillas) suprayacentes a las rocas del Complejo Imataca del Precámbrico (rocas graníticas, gneises feldespáticos y formaciones bandeadas de hierro).

### Flora
Es un área que ofrece una diversidad de flora, esta diversidad podría explicarse por la gran estabilidad del Macizo de Guayana a lo largo de las eras geológicas, el cual solo ha sido afectado por los cambios climáticos, particularmente durante los períodos de severas sequías.

### Fauna
La importancia de la fauna reside en su valor como fuente de alimentación. Ella constituye un elemento de considerable importancia ya que interviene directamente en el ciclo alimenticio. Se han registrado: danta, báquiro, chigüire, cocodrilo del Orinoco, caimán de anteojos, anaconda verde, delfín rosado, venado, cunaguaro, puercoespín, guacamaya, colibríes, cristofué, garzas, zapoara, aimara, cascabel, culebra verde gallo, terecay, entre otros.

### Cuencas hidrográficas
La hidrografía está conformada por 7 cuencas principales destacando los ríos: Orinoco, Cuyuní, Caroní, Caura, Aro, Cuchivero, Parguaza y Paragua. El sistema hidrográfico se divide en dos vertientes: la integrada por los ríos que desembocan en el Orinoco y las que llevan sus aguas al río Cuyuní. Concentra la mayor reserva hídrica nacional (aprox. 3/4 partes del estado están atravesadas por cursos de agua). El estado Bolívar, gracias a sus ríos, tiene un gran potencial hidroeléctrico (75% de la riqueza bruta del país).

## Cultura

### Agrupaciones culturales

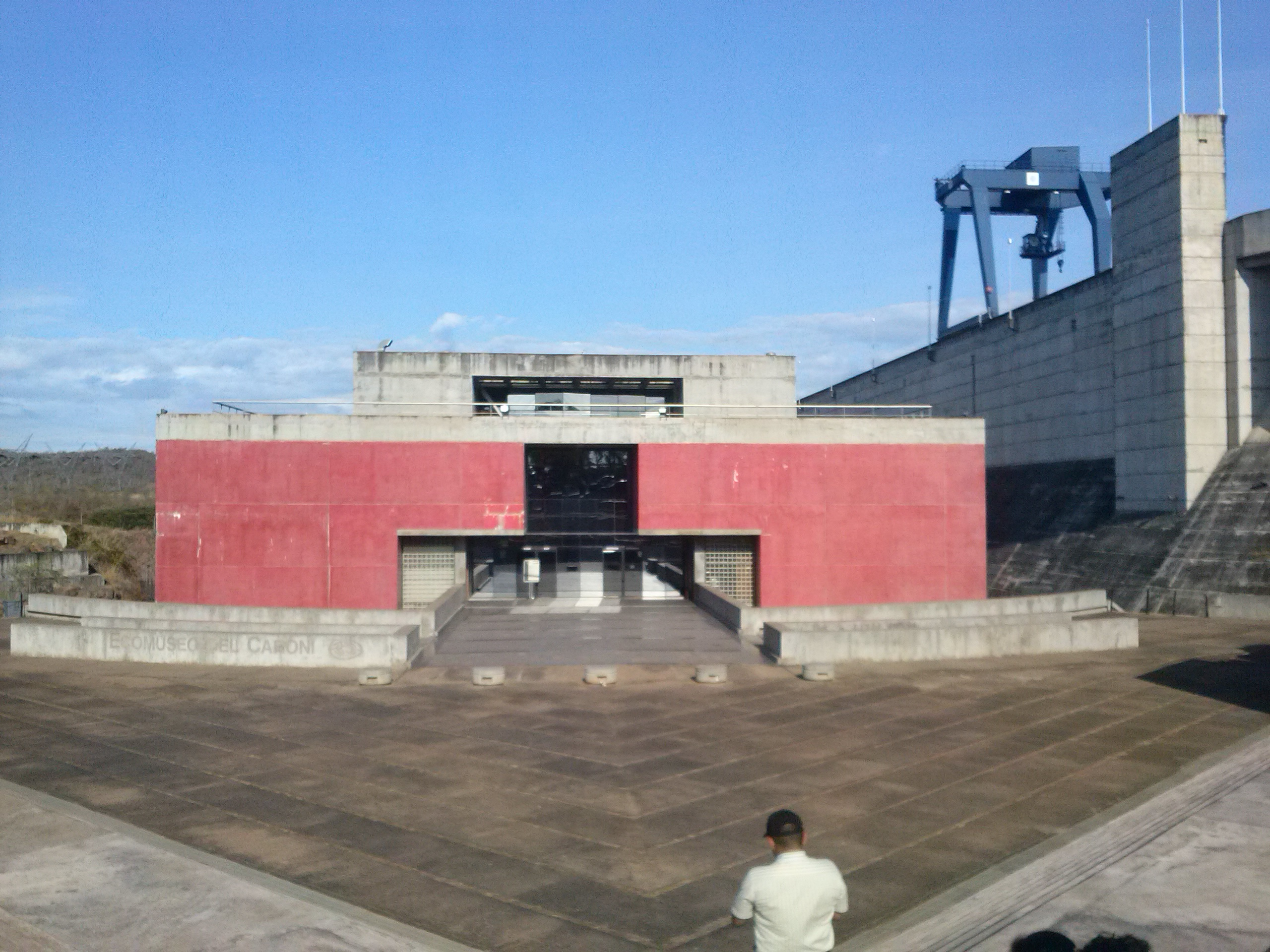
Ecomuseo del Caroní.

Las fiestas de carnaval son características de la cultura de Puerto Ordaz. También está la Fundación La Barraca.

### Ecomuseo del Caroní
El Ecomuseo del Caroní es una edificación cultural creada en 1998, desarrolla actividades expositivas, educativas, culturales y de entretenimiento, bajo una óptica científico-cultural, para dar a conocer el conjunto de bienes que conforman el patrimonio de la cuenca del río Caroní y su desarrollo hidroeléctrico, incluyendo fauna, flora, hidrología y potencial energético. En sus instalaciones que son ejemplo de integración entre el arte y la arquitectura, se exhiben obras de los maestros Carlos Cruz-Diez y Alejandro Otero.
Antiguamente poseía un cafetín y un centro de documentación. Está ubicado dentro del complejo hidroeléctrico "Antonio José de Sucre", conocido anteriormente como "23 de Enero", entre las avenidas Pedro Palacios Herrera y Leopoldo Sucre Figarella.

## Sitios históricos

### Castillos de Guayana
A 30 km de San Félix en la vía hacia Piacoa en el Estado Delta Amacuro, Se encuentran Los Castillos de Guayana, edificaciones construidas sobre colinas rocosas en la margen derecha del río Orinoco durante la época colonial para proteger a Santo Tomé de Guayana de los ataques de los piratas y aventureros que afiebradamente buscaban El Dorado, la más fabulosa de las invenciones de nuestros indígenas que haría enloquecer las mentes febriles de los conquistadores.
Castillo de San Francisco de Asís (Fuerte Villapol) el primero de los castillos, se construyó en las orillas del Orinoco en el siglo XVII entre los años 1678 y 1684, según refiere Gerónimo Martínez-Mendoza, por orden del Gobernador Cap. Tiburcio de Axpe y Zúñiga, en la parte más estrecha del Orinoco después de Angostura, en el terreno donde estuvo el auspicio de San Francisco, establecido por Don Antonio de Berrío, primer gobernador de Guayana y fundador de Santo Tomé de Guayana.
Castillo El Padrastro o San Diego (Fuerte Campo Elías), años más tarde y para reforzar las defensas del primer castillo se construyó el Castillo de El Padrastro o San Diego -construcción iniciada en 1747- así llamado por haberse situado sobre un altozano o padrastro, desde donde se domina el Castillo de San Francisco al que protege. Estos castillos fueron restaurados en 1897 por el entonces Presidente de Venezuela, Joaquín Crespo, quien los rebautizó como Fuerte Campo Elías al Castillo de San Diego y Fuerte Villapol al Castillo de San Francisco, en honor a estos héroes que a pesar de haber nacido en España, combatieron en las filas republicanas durante la guerra de independencia.

### Ruinas de las Misiones del Caroní
Se llaman las Ruinas de la Misión de la Purísima Concepción del Caroni, o mejor conocidas como "Las Misiones del Caroni". Estas ruinas sirvieron como casa rectora de los Capuchinos Catalanes, y fue declarada Monumento Histórico Nacional el 2 de agosto de 1960. Ejemplifica una magnífica edificación perteneciente a la arquitectura colonial, construida finalmente con piedras, ladrillos, tejas, madera y argamasa, lo cual le confirió una estructura lo suficientemente fuerte como para conservarse a través de los siglos.
Un campanario, la capilla y un hermoso mural compuesto por imágenes representantes del sol y la luna, nubes y ángeles, además de siluetas, que presumiblemente representan a la virgen de la Inmaculada Concepción y San Francisco de Asís, son componentes que se observan dentro de este espacio rectangular que obedece a la estructura de la nave principal del templo o iglesia. La misma está provista de un estacionamiento que comunica al templo por medio de una camineria empedrada, y conecta a la orilla del embalse Macagua.

## Plazas

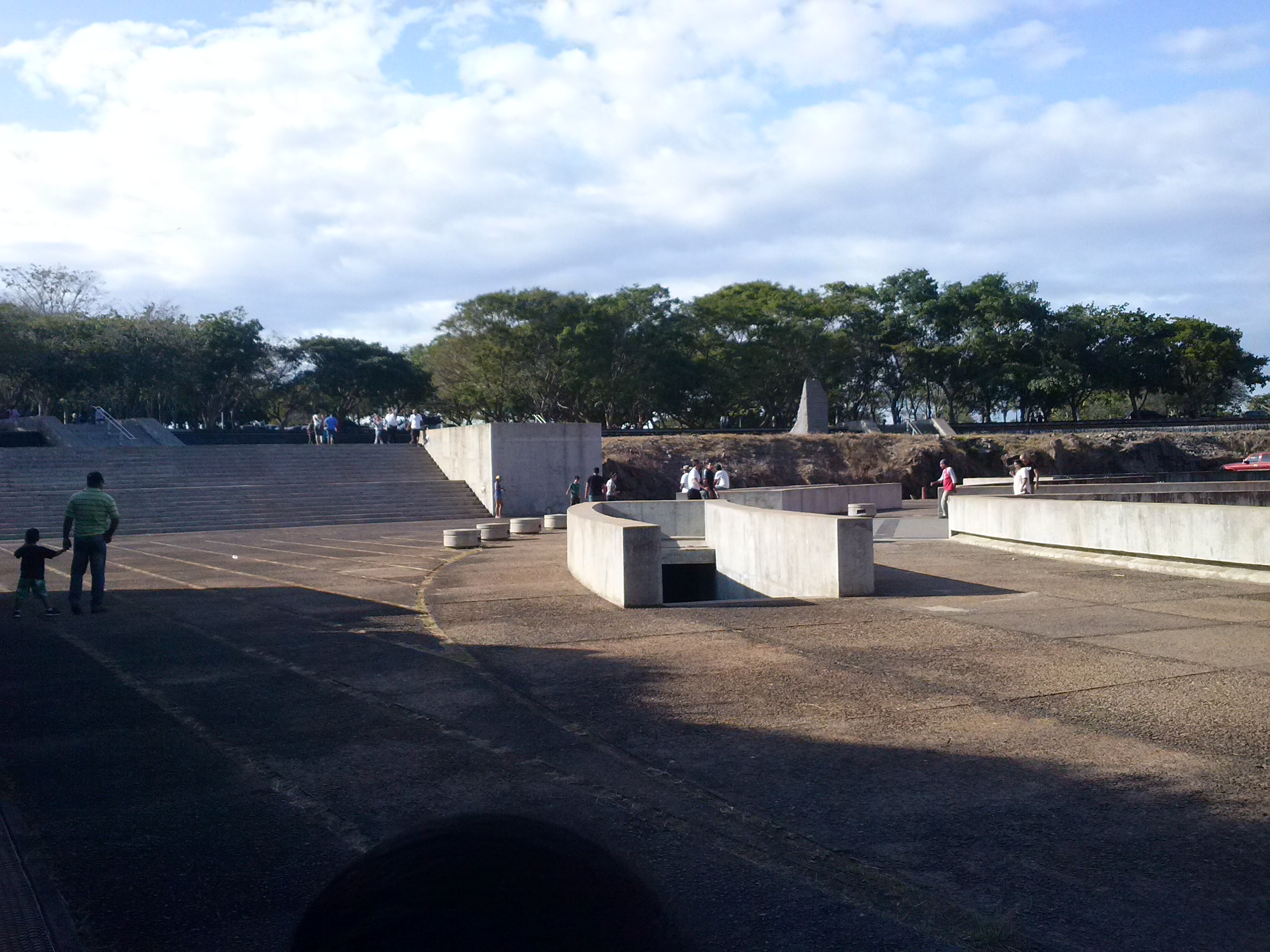
Plaza del Agua.

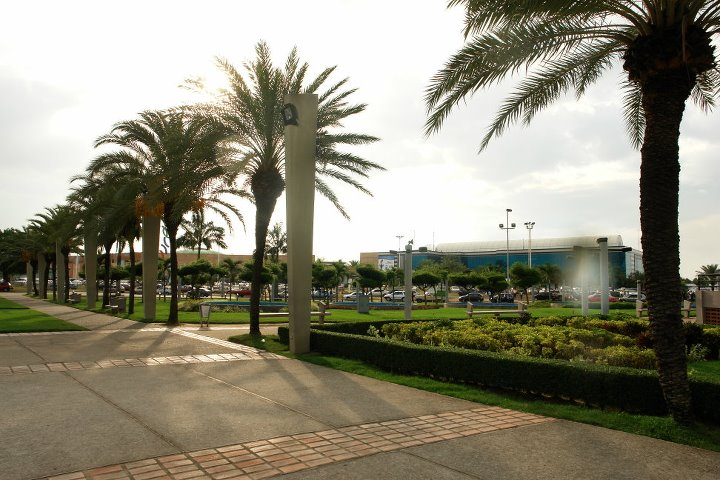
Plaza Monumento de la CVG.

### Plaza del Agua
Es un centro cívico conformado por espacios al aire libre, áreas de recreación, un pequeño anfiteatro y un juego de fuentes donde el agua corre por simple gravedad desde la represa Macagua II. Desde este lugar se tiene una bella vista panorámica del Complejo Hidroeléctrico 23 de Enero - Macagua II.

### Plaza del Hierro
Fue fundada por la Corporación Venezolana de Guayana e inaugurada en el XXV aniversario de la C.V.G. el 29/12/1985. La cual está conformada por dos monitores de hierro traído del cerro San Isidro. Está ubicada en el área comercial de Alta Vista.

### Plaza Monumento a la CVG
Tiene una extensión de 2,2 hectáreas, con 8000 m2 de caminerías y 6500 m en áreas verdes lo cual constituye un nuevo espacio de encuentro de los Guayaneses. Inaugurada en 2004 por la C. V. G. La cual fue construida para rendir homenaje permanente a quienes han dedicado su vida a consolidar el desarrollo de la región.

## Gastronomía
Ciudad Guayana es una ciudad con muy pocos años de fundada, por ello su gastronomía es moderna y simplista, se puede decir que es muy transcultural.

## Actividad económica

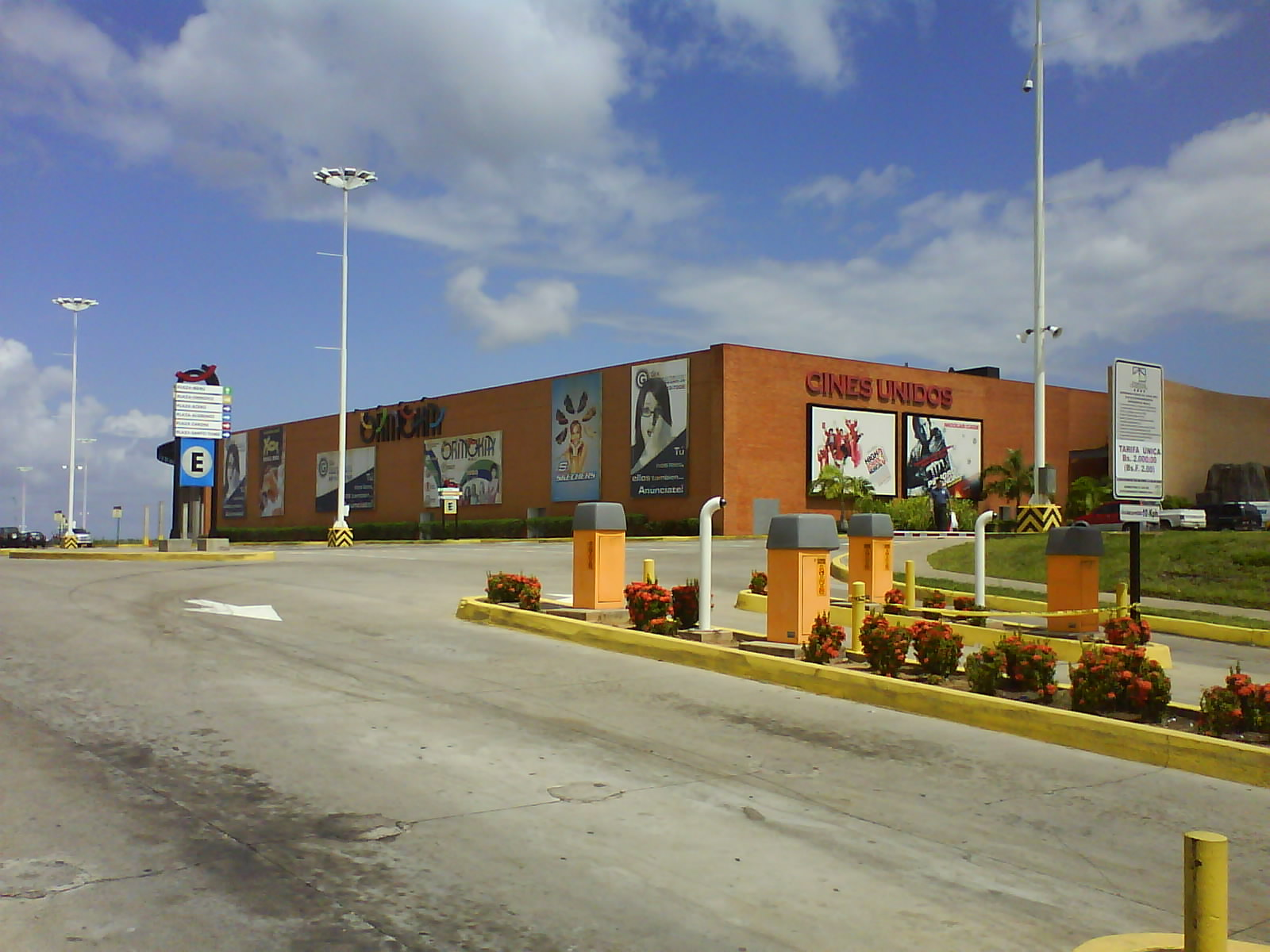
Centro Comercial Orinokia Mall.

Ciudad Guayana es sede de empresas básicas que forman la C.V.G. (Corporación Venezolana de Guayana) como Alcasa, Venalum, Bauxilum, Carbonorca (productoras de aluminio primario, alúmina y ánodos de carbón para la industria del aluminio, respectivamente), Ferrominera (extracción, procesamiento y comercialización de hierro). También es sede de la Siderúrgica del Orinoco (Sidor). También tienen sede en este sector de la ciudad la principal productora de electricidad de Venezuela, Corpoelec-Edelca, de los bancos Guayana y Caroní, de Productos Forestales de Oriente C.A. (Proforca), asimismo, la ciudad posee diversas zonas industriales como Unare I, II y III, y Los Pinos, con empresas orientadas a procesamiento de alimentos, metalmecánica y manufactura.

### Represa Tocoma
La represa de Tocoma oficialmente Planta Hidroeléctrica Manuel Piar es una central hidroeléctrica de Venezuela localizada en el bajo río Caroní, en el estado Bolívar. Se encuentra en construcción y es el último proyecto de desarrollo hidroeléctrico en la cuenca del bajo Caroní. El proyecto incluye la instalación de 2300 MW para generar una energía media anual de 12.100 GWh. Diez unidades generadoras Kaplan de 230 MW, fabricadas por la empresa argentina IMPSA, se prevé que comenzarán a operar entre 2012 y 2014.

### Represa de Caruachi

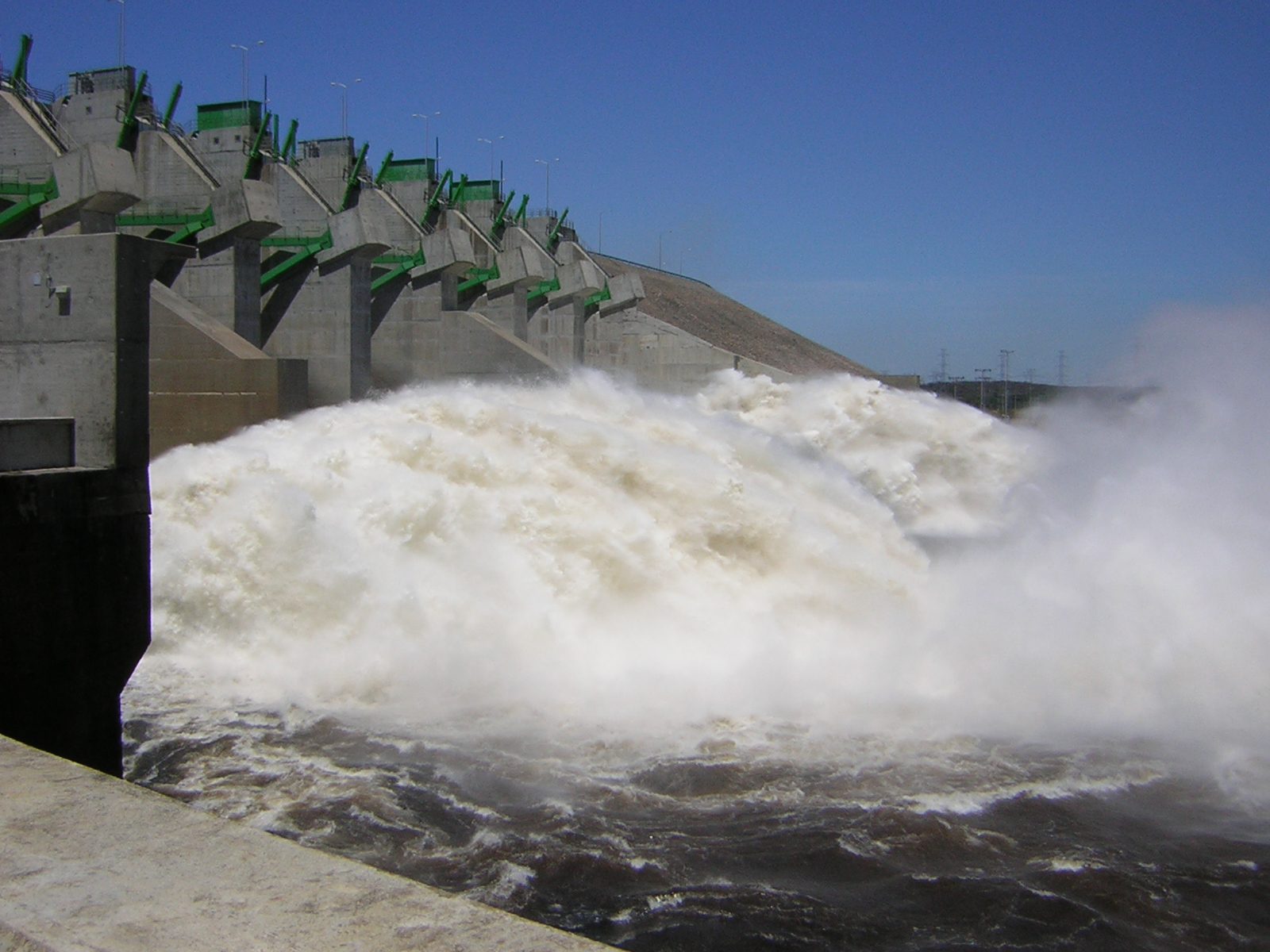
Represa Caruachi.

La Represa de Caruachi es un embalse de agua localizado a más de 60 kilómetros aguas abajo del Embalse de Guri, y 25 kilómetros aguas arriba del Embalse Macagua, en Venezuela. Fue inaugurada en el año 2006, y abarca un área de 250 km². Aporta el 12% de la demanda eléctrica nacional. También se le conoce como la Central Hidroeléctrica Francisco de Miranda.
CVG Edelca ante el alto impacto ambiental que significó la construcción de la tercera presa hidroeléctrica en el Caroní, trabajó conjuntamente con el Ministerio del Ambiente, para el rescate de la flora, la fauna y valiosos tesoros arqueológicos que se encontraron en la región y que hoy son exhibidos de manera permanente en el Ecomuseo del Caroní.
Los 12 generadores de la sala de máquinas de la Represa de Caruachi están recubiertos de reproducciones de cestas de la etnia yekuana. Cada turbina representa los mitos de la tribu cubriendo un espacio de 16 metros de diámetro para cubrir toda la turbina. Mientras las paredes lucen reproducciones de gran tamaño de 13 petroglifos indígenas de distintas regiones de Guayana y Venezuela.

### Represa de Macagua
La represa de Macagua, también conocida como Central Hidroeléctrica Antonio José de Sucre forma parte del parque generador de electricidad del Estado Bolívar. Está integrado por tres etapas: Macagua I, que tiene 6 unidades pequeñas; Macagua II, que cuenta con 12 unidades; y la más nueva Macagua III, que posee 2 unidades.
El complejo genera 2190 MW. Tiene una longitud de 322 m, y tiene 12 compuertas radiales de 22 m de ancho y 15,6 m de alto.
Macagua constituye la única represa del mundo que se encuentra dentro de una ciudad. Se puede admirar saliendo de Puerto Ordaz, rumbo a San Félix. En su interior se localiza la plaza del Agua y el Ecomuseo del Caroní. Uno de los mayores atractivos del lugar lo constituye un puente que se levanta sobre el aliviadero, a través del cual se puede transitar en automóvil.

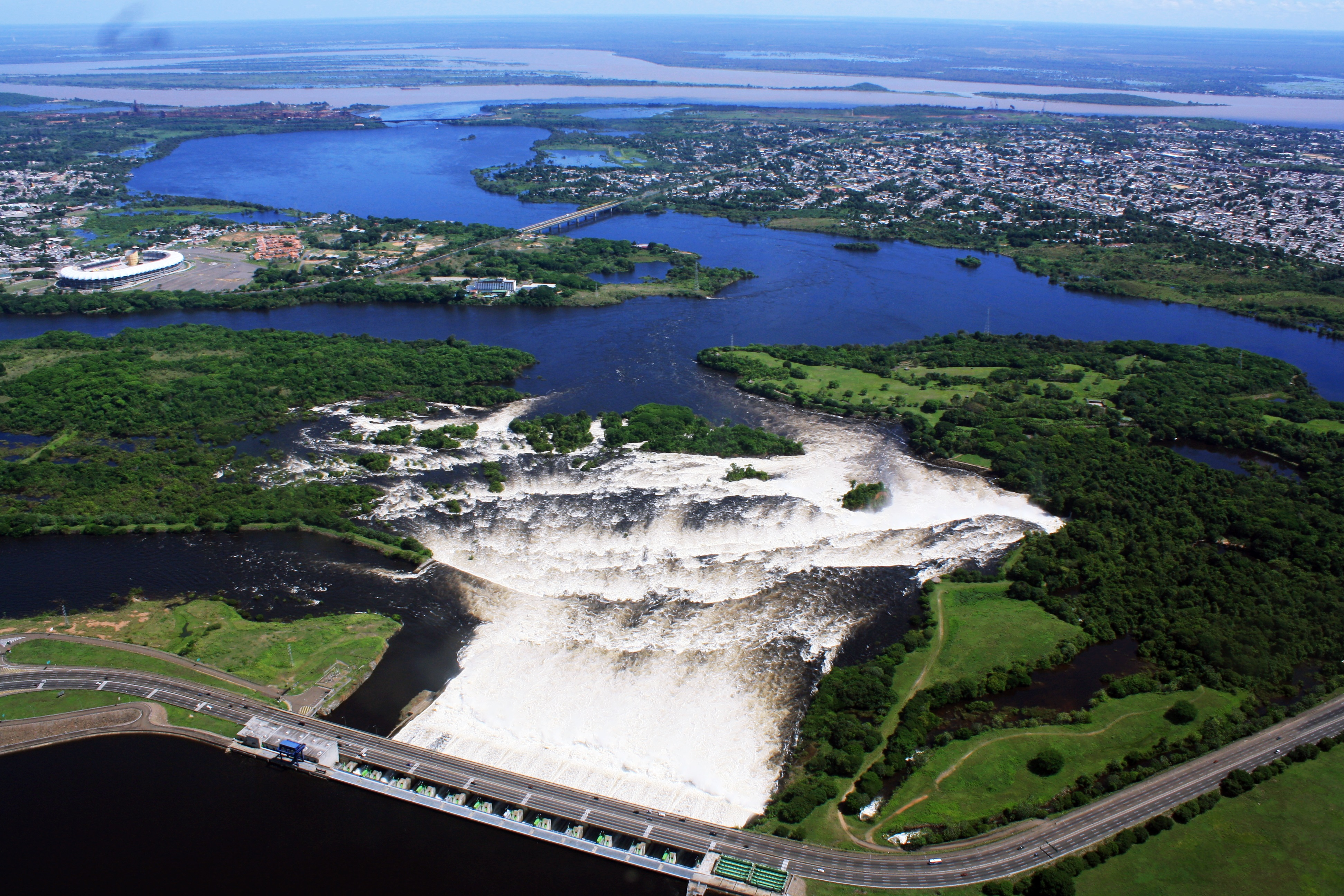
Aliviadero del embalse Macagua.

## Etnografía
Debido a su ubicación geográfica y la cantidad importante de actividades industriales que a sus alrededores se realiza, atrajo a miles de inmigrantes desde que se empezaron a desarrollar las diferentes actividades que en los alrededores se desempeñan (Minería, Hidroelectricidad, Extracción de Petróleo, Explotación Maderera, entre otras.), atrajo a miles de inmigrantes de diferentes regiones del planeta, que se establecieron en el lugar debido al alto desarrollo que esta zona había empezado a presentar.
Con el desarrollo de la actividad minera y la cantidad de empresas que se establecieron en el lugar, la población aumentó de manera significativa, debido a la gran oportunidad de ingresos que existía en la zona y su alto desarrollo durante muchos años.
En la ciudad se presentan diferentes grupos étnicos y mantiene una población multidiversa en las cuales juegan papeles fundamentales las raíces asiáticas, norteamericanas, europeas, que se trasladaron a la región como motivo de adentrarse a la industria naciente de la ciudad.
En su población existen grupos de diferentes nacionalidades como; rusos, estadounidenses, árabes, brasileños, colombianos, españoles, italianos, británicos, a esto sumadas poblaciones de origen indígena que contribuyeron de manera importante en el mestizaje de la región, surgiendo cambios en la misma y tornándose más diversa con el paso de los años.
Su población se divide en diferentes cuatro grupos, que se presentan de la siguiente manera;
- Blancos: 47,6 %
- Mestizos: 44,2 %
- Amerindios: 4,3 %
- Negros/Afrodescendientes: 0,9 %
- Otros: 3,0 %

## Deportes

### C.T. E. Cachamay
Viendo la necesidad de construir un sitio donde se pudiera celebrar y desarrollar el deporte de la región de manera adecuada, la Corporación Venezolana de Guayana inició en el año 1988 la construcción del polideportivo Cachamay. El nombre original del complejo fue Gino Scarigella, bautizado así en memoria del árbitro de ascendencia italiana que perdió la vida pitando un partido de fútbol amateur en sus terrenos, años antes de que fuera colocada la primera piedra.
En el año 1990 fue inaugurado oficialmente el coso deportivo, cuya capacidad era de 14 000 personas. Fue la prensa regional quien lo llamó polideportivo Cachamay en sus primeros días de fundado, debido a su cercanía con el parque Cachamay, calando la palabra en la colectividad general de tal forma, que actualmente no sabe o no recuerda su nombre original.
El estadio fue elegido como subsede para la realización de juegos de la Copa América Venezuela 2007, lo que obligó a que fueran realizados trabajos de ampliación y remodelación. Debido a esto, la Corporación Venezolana de Guayana hizo entrega de los terrenos del estadio a la Gobernación del Estado Bolívar, mediante un comodato de 25 años de duración.
La empresa encargada de la remodelación del polideportivo Cachamay fue la constructora mexicana ICA, responsable de haber realizado más de 20 estadios en México y América Latina, entre los que se destaca el Estadio Azteca. Los trabajos fueron iniciados a mediados del mes de abril de 2006.
Después de realizarse su ampliación y remodelación completa, el estadio fue reinaugurado el 22 de junio de 2007, bajo el nombre de Centro Total de Entretenimiento Cachamay.

### Estadio La Ceiba

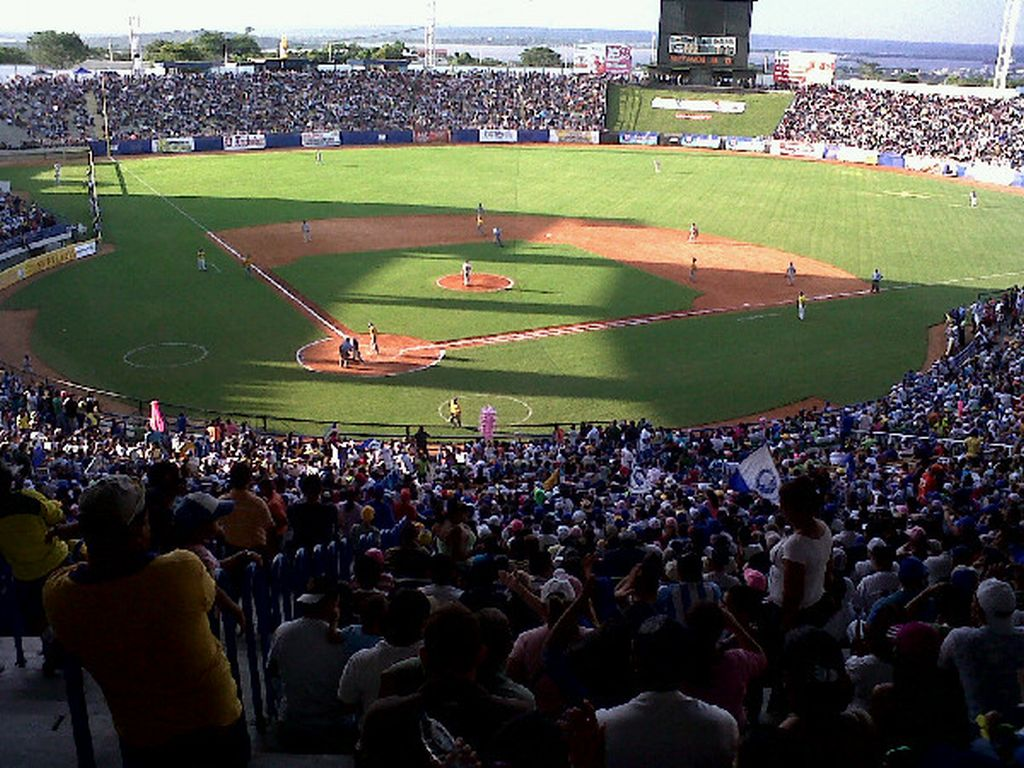
Estadio La Ceiba en San Félix, Ciudad Guayana.

El estadio La Ceiba, inaugurado el 1 de noviembre de 1998 con el Juego Caribes-Águilas, es una infraestructura deportiva apta para la práctica del béisbol ubicada en la avenida Centurión, que a pesar de que actualmente no posee un equipo profesional aceptado por la Liga Venezolana de Béisbol Profesional, es el estadio de béisbol más grande del país y el segundo de América Latina, después del Latino en La Habana, Cuba, y tiene una capacidad aproximada de 30 000 espectadores.
Durante muchos años estuvo abandonado, pero el interés por ser admitidos en la liga ha hecho que el gobierno regional recuperara sus espacios, posee 8 torres de iluminación, cuenta con un módulo policial, fueron colocadas sillas de colores amarillo y verde, recuperados los servicios públicos, y mejorados los accesos y la grama.

### Equipos
Ciudad Guayana posee varios equipos de fútbol profesional que participan en las diferentes divisiones del fútbol profesional, el más importante es Mineros de Guayana es el que más logros ha obtenido a nivel nacional e internacional y unos de los mejores de Venezuela y el LALA F.C. el cual ambos conjuntos que militan en la Primera División de Venezuela, el Chicó de Guayana F.C. y la Fundación AIFI el cual ambos conjuntos militan en la Segunda División de Venezuela todos con sede en el majestuoso Estadio Cachamay. En baloncesto jugando en la LPB está el equipo de Gigantes de Guayana y en el Voleibol jugando en la LVV está el equipo de Huracanes de Bolívar, cuya casa es el Gimnasio Hermanas González, con una capacidad de 2600 espectadores.
La ciudad es la sede y meta del Rally Náutico Internacional Nuestros ríos son navegables, el más importante a nivel nacional y el más largo del mundo realizado en aguas dulces.

## Turismo

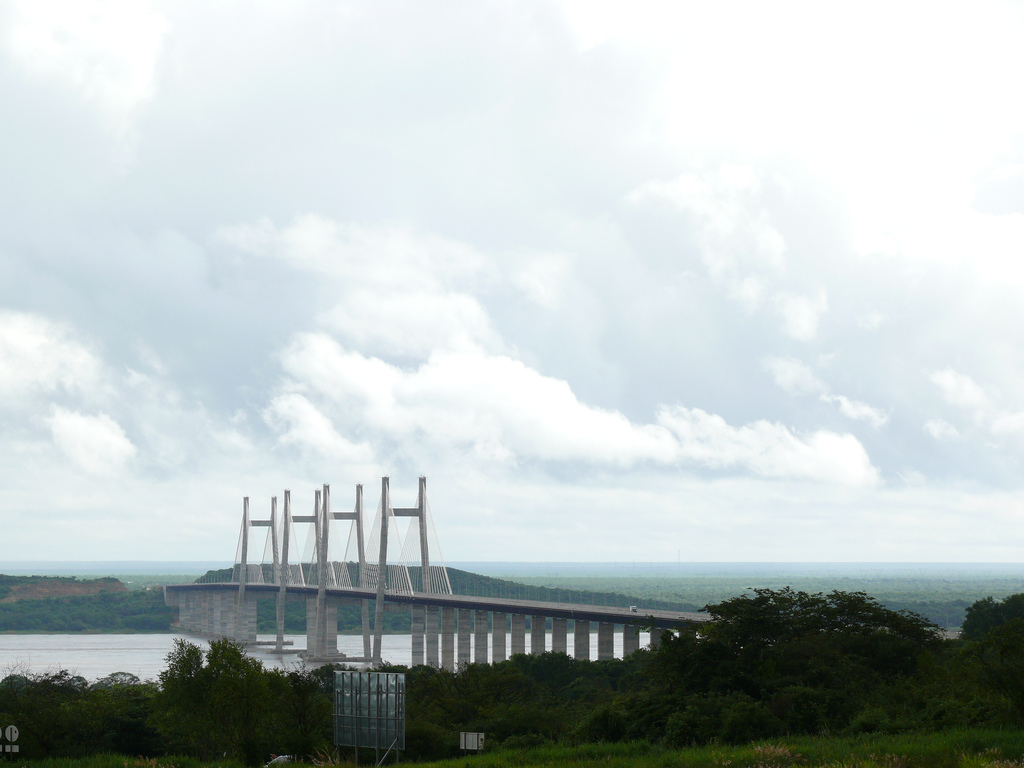
Puente Orinoquia.

Dentro de la ciudad se encuentran los parques La Llovizna, Pehr Loefling y el Cachamay, con sus caídas naturales de agua. Otros atractivos locales son el Ecomuseo del Caroní, la Represa Macagua II, caso probablemente único de una represa de derivación de un salto natural dentro de una ciudad. La fractura del relieve de este salto natural presenta dos caídas naturales de agua: el salto de Cachamay junto a la propia ciudad, con una anchura de unos 800 m aunque de poca altura y el de La Llovizna, con varios saltos de mayor altura y de gran caudal, aunque algo más cortos. En esta última zona, ubicada en la margen derecha del Caroní (cerca de la antigua Misión del Caroní, fundada por los capuchinos catalanes) se construyó la central hidroeléctrica Macagua I, desviando parte del caudal del río y aprovechando el desnivel natural del relieve. Dicha represa fue ampliada considerablemente con un embalse mayor y de mayor altura, que dio origen a una central hidroeléctrica de mayor tamaño, junto a la que ya existía.
En la ciudad, desde el puente Angosturita y en el puerto de San Félix, se puede observar la unión de los ríos Orinoco y Caroní; el color diferenciado de las aguas de ambos ríos presenta el espectáculo natural de la lucha entre dos corrientes que primero coexisten, luego se trenzan y finalmente se mezclan.
Si bien Ciudad Guayana, por estar lejos del mar, no tiene playas marinas, sí tiene playas al borde del embalse Macagua a orillas del río Caroní. Entre ellas, existe un campamento llamado Playa Bonita, con instalaciones turísticas.
Tomando como punto de partida Puerto Ordaz se puede visitar el delta del Orinoco, el parque nacional Canaima, el embalse de Guri, los castillos coloniales a orillas del río Orinoco y muchos otros puntos de gran interés. Los Castillos de Guayana se encuentran ubicados en la margen derecha del Orinoco, a unos 35 km aguas abajo de San Félix, aunque ya en territorio del estado Delta Amacuro.

## Universidades

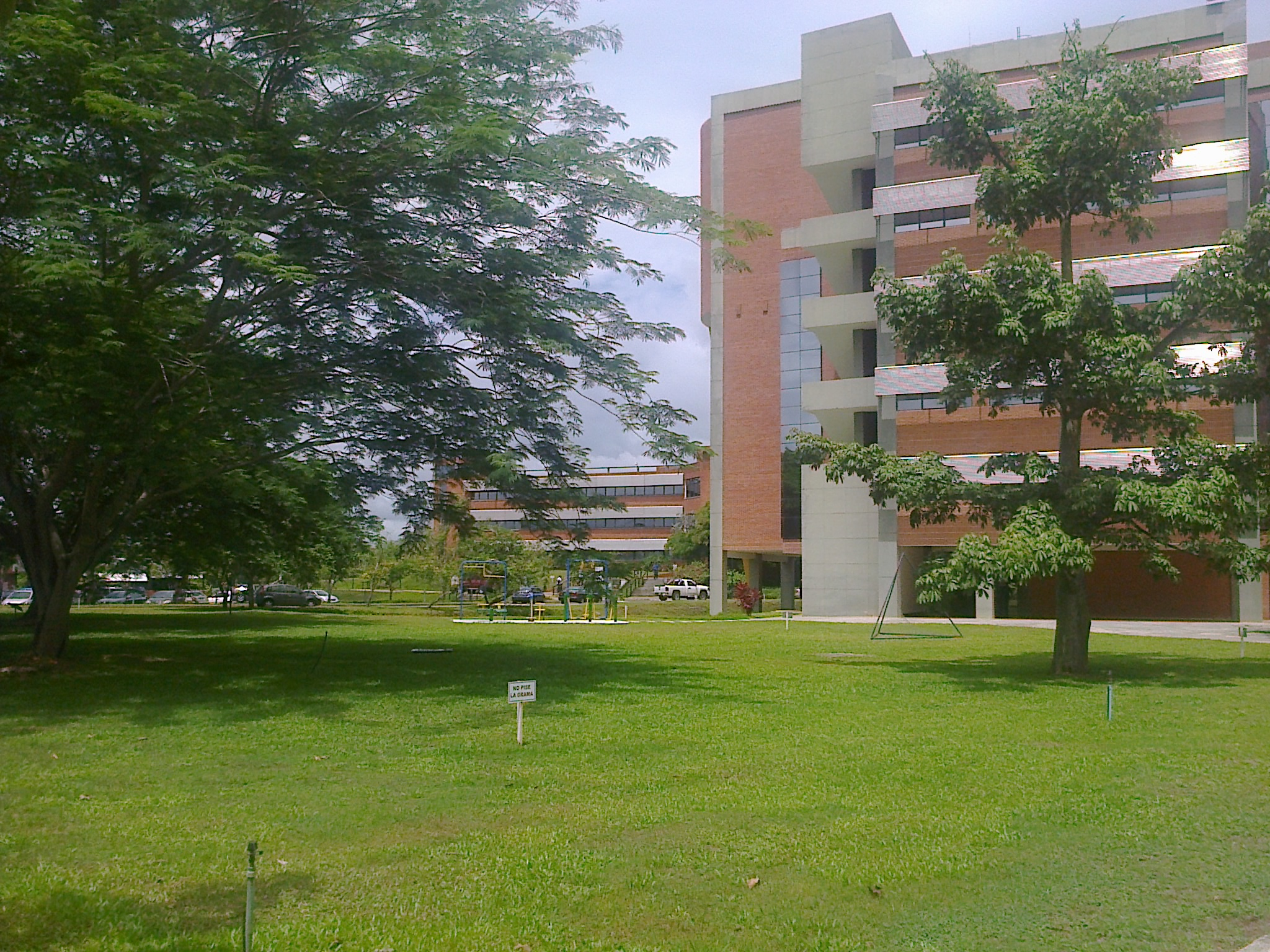
Universidad Católica Andrés Bello.

Ciudad Guayana es sede de universidades como:
- Universidad de Oriente- (UDO) Unidad Experimental Puerto Ordaz - San Félix (UEPO)
- Universidad Bolivariana de los Trabajadores “Jesús Rivero” - (UBT)
- Universidad Bolivariana de Venezuela - (UBV)
- Universidad Católica Andrés Bello - Guayana (UCAB)
- Universidad Bicentenaria de Aragua (UBA)
- Universidad Nacional Experimental Politécnica (UNEXPO)
- Universidad Nacional Experimental de Guayana (UNEG)
- Universidad Nacional Experimental Politécnica de la Fuerza Armada Bolivariana (UNEFA)
- Universidad Gran Mariscal de Ayacucho (UGMA)

De Institutos Universitarios de Tecnología:
- Fundación La Salle de Ciencias Naturales (San Félix)
- I.U.T.I. Rodolfo Loero Arismendi (IUTIRLA)
- I.U.T. Antonio José de Sucre (IUTAJS)
- I.U.T. Pedro Emilio Coll (IUTPEC)

De Institutos Universitarios Politécnicos
- Instituto Universitario Politécnico Santiago Mariño (IUPSM)

Y núcleos regionales de las casas de estudio como:
- Universidad Católica Andrés Bello (UCAB)
- Universidad de Oriente (UDO)
- Universidad Gran Mariscal de Ayacucho (UGMA)
- Universidad Bicentenaria de Aragua (UBA)

Escuelas Técnicas
- Escuela Técnica Industrial Fundación LA SALLE
- Escuela Técnica Industrial Cecilio Acosta
- Escuela Técnica Industrial Raúl Leoni
- Escuela Técnica Comercial Bicentenario
- Escuela Técnica Simón Rodríguez
- Escuela Técnica Andrés Bello
- Unidad Educativa y Escuela Técnica Jesús Obrero
- Escuela Técnica Comercial Manuel Jara Colmenares

## Vialidad y transporte

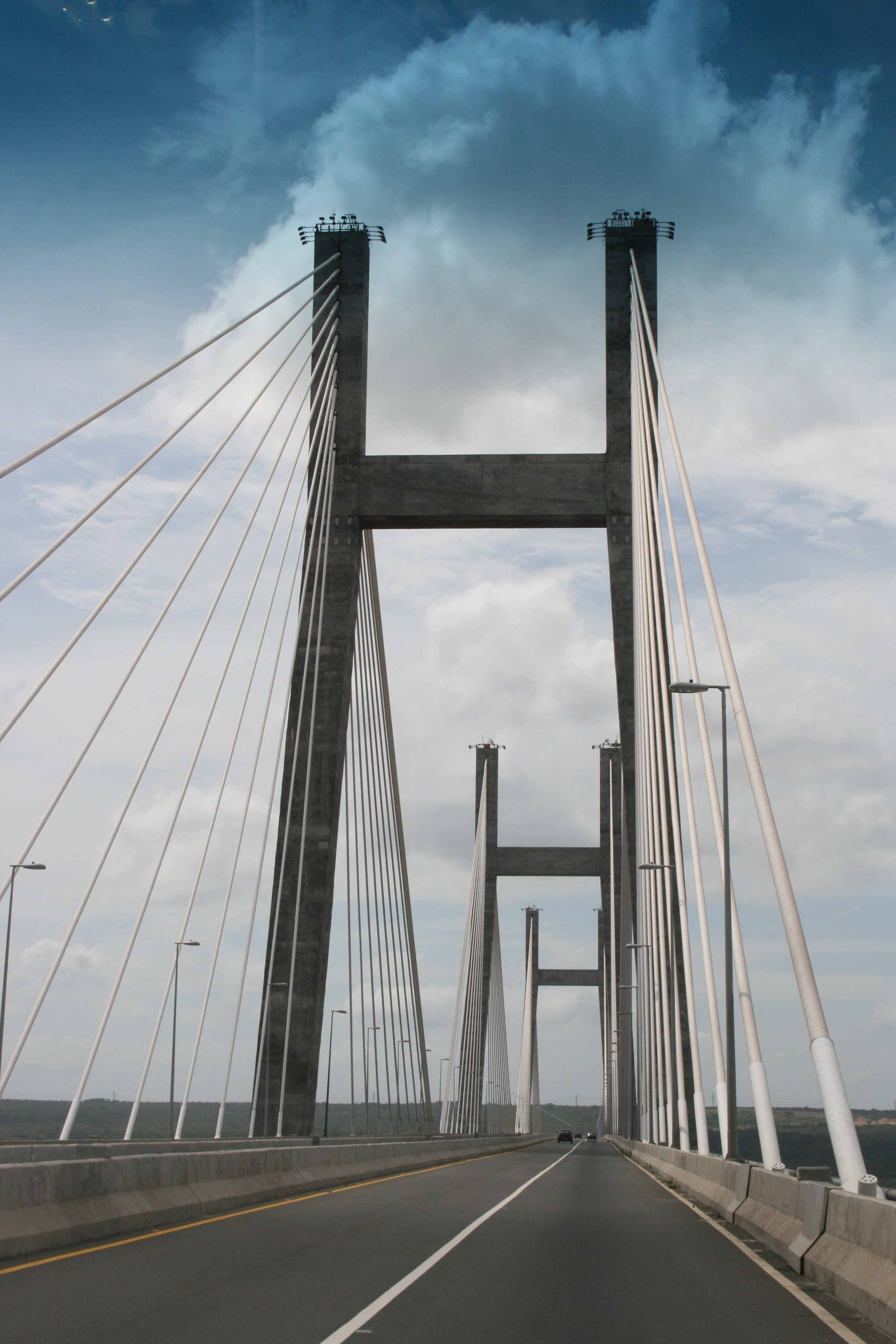
Puente Orinokia.

Ciudad Guayana dispone de excelente comunicación fluvial con el resto del mundo. Se comunica con el norte de Brasil a través de 700 km de excelente carretera. El mineral de hierro es transportado desde las minas hasta Ciudad Guayana por una red ferrocarrilera de aproximadamente 200 km, la bauxita es transportada en barcazas -gabarras- a través del río Orinoco. En la Ciudad también se encuentra un sistema de transporte masivo superficial BRT que recibe el nombre de BTR "Batalla de San Félix".

### Transporte aéreo
El Aeropuerto Internacional Manuel Piar SVPR es el principal terminal aéreo del sur del país. Es administrado por el Servicio Autónomo de Aeropuertos del Estado Bolívar (SAAR).

### Urbanismo
Sus principales avenidas son:

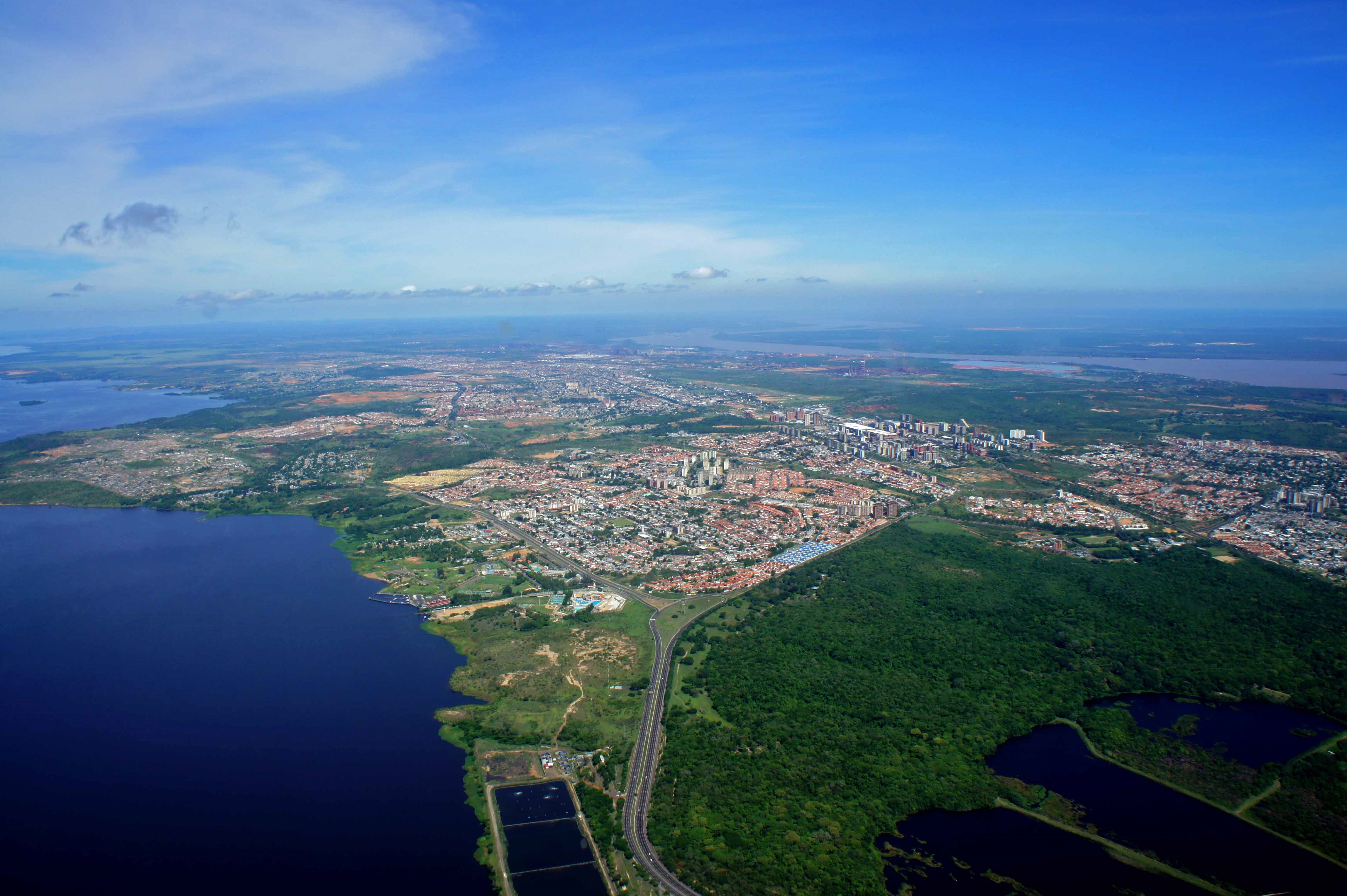
Vista aérea de la ciudad y el espacio geográfico en el que se ubica, bordeada de los ríos Caroní y Orinoco.

- Av Guayana:es la avenida principal de la ciudad, la cual la atraviesa de este a oeste.
- Avenida del Atlántico: está ubicada al sur de la ciudad y es una de las principales arterias viales de la ciudad, siendo la segunda avenida más larga del sector de Puerto Ordaz.
- Av Paseo Caroni:es una de las principales avenidas de la ciudad.
- Av las Américas: comunica al sector Altavista con el sector Castillito.
- Av Expresa 01: recorre el norte de la ciudad en la zona industrial matanzas y la comunica con el área de Puerto Ordaz y San Félix.
- Av principal de Castillito.
- Av norte-sur 01: comunica la zona industrial Matanzas con el aeropuerto, Altavista y el sur de la Ciudad.
- Av Fuerzas armadas: comunica a la venida atlántico con la zona industrial matanzas.
- Av norte sur 6: une a la avenida Atlántico con el final del paseo Caroni y la zona industrial Matanzas.
- Av libertador: es una de las principales avenidas de San Félix.

El sector de mayor crecimiento de la Ciudad es en el sector de Puerto Ordaz principalmente en la zona oeste y en Altavista.

## Zonas industriales

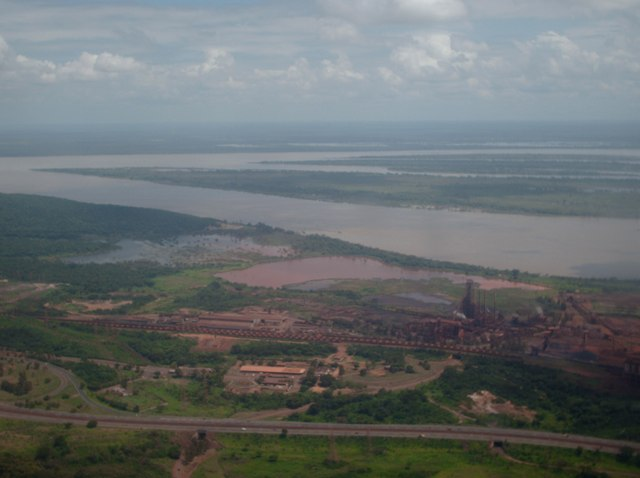
Zona industrial Matanzas.

Ciudad Guayana es el tercer núcleo industrial del país por detrás de Valencia y Maracay
- Zona industrial Matanzas
- Zona industrial Chirica
- Zona industrial Matanzas sur
- Zona industrial Los pinos
- Zona industrial Cambalache
- Zona industrial Unare I
- Zona industrial Unare II
- Zona industrial Unare III

## Medios de comunicación social
Televisión VHF/UHF
- CANAL 12 TV Guayana
- CANAL 55 Orinoco Televisión (Fuera del Aire)
- CANAL 69 Calipso (Fuera del Aire)

Televisión por Cable
- Oro TV canal 3 (Cable Éxito)
- Planet TV canal 3 (Planet Cable)
- Zamora TV canal 3 (Cable Network)

Periódicos
- Correo del Caroní
- Diario Primicia
- El Diario de Guayana
- Nueva Prensa de Guayana

## Ciudades hermanas
- Brasilia, Brasil
- Ciudad Bolívar, Estado Bolívar
- El Pao, Estado Bolívar
- Boa Vista, Brasil
- El Tigre, Estado Anzoátegui
- Georgetown, Guyana
- Maturín, Estado Monagas
- Caripito, Estado Monagas
- Upata, Estado Bolívar